# Wirtinger-Kalkül

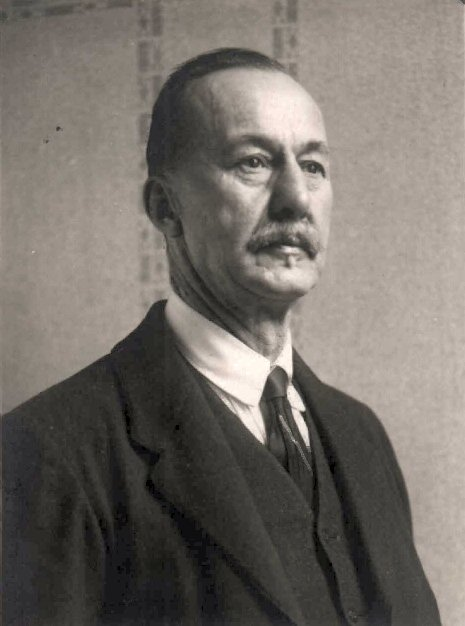
Wilhelm Wirtinger

Bei dem Wirtinger-Kalkül, und seiner Verallgemeinerung durch die Dolbeault-Operatoren, handelt es sich um einen mathematischen Kalkül aus der Funktionentheorie. Der Wirtinger-Kalkül ist nach dem Mathematiker Wilhelm Wirtinger und die Dolbeault-Operatoren sind nach Pierre Dolbeault benannt. Mit Hilfe dieser Objekte kann die Darstellung komplexer Ableitungen übersichtlicher gestaltet werden. Außerdem finden die Dolbeault-Operatoren Anwendung in der Theorie der quasikonformen Abbildungen.

## Wirtinger-Kalkül
Eine komplexe Zahl {\displaystyle z\in \mathbb {C} } wird durch {\displaystyle z:=x+\mathrm {i} y} in zwei reelle Zahlen zerlegt. Sei {\displaystyle G\subset \mathbb {R} ^{2}} ein Gebiet und {\displaystyle f=u+\mathrm {i} v\colon G\to \mathbb {C} } eine (reell) differenzierbare Funktion. Dann existieren die partiellen Ableitungen
{\displaystyle {\frac {\partial f}{\partial x}}={\frac {\partial u}{\partial x}}+\mathrm {i} {\frac {\partial v}{\partial x}}}
und
{\displaystyle {\frac {\partial f}{\partial y}}={\frac {\partial u}{\partial y}}+\mathrm {i} {\frac {\partial v}{\partial y}}}.
Im nächsten Abschnitt werden nun die Wirtinger-Ableitungen eingeführt, welche ebenfalls partielle Differentialoperatoren sind. Jedoch sind diese einfacher zu berechnen, da die komplexwertige Funktion nicht in Real- und Imaginärteil zerlegt werden muss.
Statt der Koordinaten {\displaystyle x} und {\displaystyle y} verwendet man {\displaystyle z=x+\mathrm {i} y} und {\displaystyle {\bar {z}}=x-\mathrm {i} y}.

### Motivation und Definition
Mit Hilfe der partiellen Ableitungen schreibt sich das (totale) Differential von {\displaystyle f} als 
{\displaystyle \mathrm {d} f={\frac {\partial f}{\partial x}}\mathrm {d} x+{\frac {\partial f}{\partial y}}\mathrm {d} y}.
Aus {\displaystyle z=x+\mathrm {i} y} und {\displaystyle {\bar {z}}=x-\mathrm {i} y} ergibt sich 
{\displaystyle \textstyle x={\frac {1}{2}}(z+{\bar {z}})} und {\displaystyle \textstyle y={\frac {1}{2\mathrm {i} }}(z-{\bar {z}})={\frac {\mathrm {i} }{2}}({\bar {z}}-z)}.
Für die Differentiale erhält man daraus
{\displaystyle \mathrm {d} x={\frac {1}{2}}(\mathrm {d} z+\mathrm {d} {\bar {z}})} und {\displaystyle \mathrm {d} y={\frac {\mathrm {i} }{2}}(\mathrm {d} {\bar {z}}-\mathrm {d} z)}.
Einsetzen in das totale Differential und Umsortieren liefert
{\displaystyle \mathrm {d} f={\frac {1}{2}}\left({\frac {\partial f}{\partial x}}-\mathrm {i} {\frac {\partial f}{\partial y}}\right)\mathrm {d} z+{\frac {1}{2}}\left({\frac {\partial f}{\partial x}}+\mathrm {i} {\frac {\partial f}{\partial y}}\right)\mathrm {d} {\bar {z}}}.
Um (formal) die Beziehung 
{\displaystyle \mathrm {d} f={\frac {\partial f}{\partial z}}\mathrm {d} z+{\frac {\partial f}{\partial {\bar {z}}}}\mathrm {d} {\bar {z}}}
zu erhalten, setzt man
{\displaystyle {\frac {\partial f}{\partial z}}:={\frac {1}{2}}\left({\frac {\partial f}{\partial x}}-\mathrm {i} {\frac {\partial f}{\partial y}}\right)}
und 
{\displaystyle {\frac {\partial f}{\partial {\bar {z}}}}:={\frac {1}{2}}\left({\frac {\partial f}{\partial x}}+\mathrm {i} {\frac {\partial f}{\partial y}}\right)}.
Dies sind die Wirtinger-Ableitungen.
Für {\displaystyle \textstyle {\frac {\partial f}{\partial z}}} schreibt man auch kurz {\displaystyle \,\partial f}, für 
{\displaystyle \textstyle {\frac {\partial f}{\partial {\bar {z}}}}} schreibt man {\displaystyle {\bar {\partial }}f}. Der Operator {\displaystyle {\overline {\partial }}} heißt Cauchy-Riemann-Operator.

### Holomorphe Funktionen
Der Wirtinger-Kalkül findet insbesondere in der Funktionentheorie Anwendung, da für holomorphe Funktionen die Notation sich auf ein Minimum reduziert. Außerdem ist dieser Kalkül sehr stabil, wie Eigenschaften 3 und 4 im nächsten Abschnitt zeigen.
Eine reell differenzierbare Funktion ist genau dann eine holomorphe Funktion, wenn {\displaystyle {\overline {\partial }}f=0} gilt. In diesem Fall ist {\displaystyle \partial f} die Ableitung von {\displaystyle f}. Dies gilt, da die Gleichung {\displaystyle {\overline {\partial }}f=0} eine sehr kurze Darstellung der Cauchy-Riemannschen Differentialgleichungen ist. Aus diesem Grund trägt der Operator {\displaystyle {\overline {\partial }}} den Namen Cauchy-Riemann-Operator.
Gilt hingegen für eine reell differenzierbare Funktion {\displaystyle f} die Gleichung {\displaystyle \partial f=0} so nennt man diese Funktion antiholomorph und das reelle Differential kann mit Hilfe von Eigenschaft 1 aus {\displaystyle {\overline {\partial }}f} berechnet werden.

### Eigenschaften

#### Beziehung zur partiellen Ableitung
Es gelten die Gleichungen 
{\displaystyle {\frac {\partial f}{\partial x}}=\partial f+{\overline {\partial }}f}
und
{\displaystyle {\frac {\partial f}{\partial y}}=\mathrm {i} \left(\partial f-{\overline {\partial }}f\right)}.

#### Linearität
Die Operatoren {\displaystyle \partial } und {\displaystyle {\overline {\partial }}} sind {\displaystyle \mathbb {C} }-linear, das heißt für {\displaystyle a,b\in \mathbb {C} } und reell differenzierbare Funktionen {\displaystyle f,g\colon G\to \mathbb {C} } gilt
{\displaystyle \partial (af+bg)=a\partial f+b\partial g}
und
{\displaystyle {\overline {\partial }}(af+bg)=a{\overline {\partial }}f+b{\overline {\partial }}g}.

#### Komplexe Konjugation
Für jede reell differenzierbare Funktion {\displaystyle f} gilt
{\displaystyle {\overline {\partial }}f={\overline {\partial {\overline {f}}}}}
und
{\displaystyle {\overline {\partial }}\ {\overline {f}}={\overline {\partial f}}}.

#### Kettenregel
Für die Wirtinger-Ableitungen gilt die Kettenregel
{\displaystyle {\frac {\partial (g\circ f)}{\partial z}}(z_{0})={\frac {\partial g}{\partial w}}(f(z_{0}))\cdot {\frac {\partial f}{\partial z}}(z_{0})+{\frac {\partial g}{\partial {\overline {w}}}}(f(z_{0}))\cdot {\frac {\partial {\overline {f}}}{\partial z}}(z_{0})}
und
{\displaystyle {\frac {\partial (g\circ f)}{\partial {\overline {z}}}}(z_{0})={\frac {\partial g}{\partial w}}(f(z_{0}))\cdot {\frac {\partial f}{\partial {\overline {z}}}}(z_{0})+{\frac {\partial g}{\partial {\overline {w}}}}(f(z_{0}))\cdot {\frac {\partial {\overline {f}}}{\partial {\overline {z}}}}(z_{0})}.

#### Hauptsymbol
Das Hauptsymbol von {\displaystyle \partial } ist {\displaystyle \xi \mapsto {\tfrac {1}{2}}(\xi _{1}-\mathrm {i} \xi _{2})} und das Hauptsymbol von {\displaystyle {\overline {\partial }}} ist {\displaystyle \xi \mapsto {\tfrac {1}{2}}(\xi _{1}+\mathrm {i} \xi _{2})}. Beide Differentialoperatoren sind also elliptisch.

#### Assoziierter Laplace- und Dirac-Operator
Mit den Wirtinger-Ableitungen kann man den Laplace-Operator durch
{\displaystyle \Delta f=4\partial {\overline {\partial }}f=4{\overline {\partial }}\partial f}
darstellen. Daraus folgt insbesondere, dass der Operator
{\displaystyle D:=2{\begin{pmatrix}0&-\partial \\{\overline {\partial }}&0\end{pmatrix}}}
ein Dirac-Operator ist.

#### Fundamentallösung
Die Fundamentallösung des Cauchy-Riemann-Operators {\displaystyle \textstyle {\frac {\partial }{\partial {\overline {z}}}}} ist {\displaystyle \textstyle {\frac {1}{\pi z}}}, das heißt die durch die Funktion {\displaystyle \textstyle u(z)={\frac {1}{\pi z}}} erzeugte Distribution löst die Gleichung {\displaystyle \textstyle {\frac {\partial }{\partial {\overline {z}}}}u(z)=\delta }, wobei {\displaystyle \delta } die Delta-Distribution ist. Eine Herleitung ist im Artikel Cauchy-Riemannsche partielle Differentialgleichungen zu finden.

## Dolbeault-Operator
Mit Hilfe des Wirtinger-Kalküls kann man auch mehrdimensionale Abbildungen untersuchen. 
Wie oben werden Elemente von {\displaystyle \mathbb {C} ^{n}} zerlegt in {\displaystyle (z_{1},\ldots z_{n})=(x_{1}+\mathrm {i} y_{1},\ldots ,x_{n}+\mathrm {i} y_{n})}. Sei nun {\displaystyle D\subset \mathbb {C} ^{n}} eine offene Teilmenge und {\displaystyle f=(f_{1},\ldots ,f_{m}):D\rightarrow \mathbb {C} ^{m}} eine (reell) differenzierbare Abbildung. Dazu definiert man die dem Wirtinger-Kalkül ähnlichen partiellen Differentialoperatoren 
{\displaystyle {\frac {\partial }{\partial z_{j}}}:={\frac {1}{2}}\left({\frac {\partial }{\partial x_{j}}}-\mathrm {i} {\frac {\partial }{\partial y_{j}}}\right)\quad j=1,\ldots ,n}
und
{\displaystyle {\frac {\partial }{\partial {\bar {z}}_{j}}}:={\frac {1}{2}}\left({\frac {\partial }{\partial x_{j}}}+\mathrm {i} {\frac {\partial }{\partial y_{j}}}\right)\quad j=1,\ldots ,n}
auf {\displaystyle \mathbb {C} ^{n}}. Mit Hilfe dieser partiellen Differentialoperatoren kann man den Dolbeault-Operator und den Dolbeault-Quer-Operator durch
{\displaystyle \partial f:=\sum _{j=1}^{n}{\frac {\partial }{\partial z_{j}}}f{\rm {d}}z_{j}}
und
{\displaystyle {\overline {\partial }}f:=\sum _{j=1}^{n}{\frac {\partial }{\partial {\overline {z}}_{j}}}f{\rm {d}}{\overline {z}}_{j}}
definieren. Diese können als mehrdimensionale Wirtinger-Ableitungen verstanden werden und werden deshalb genauso notiert. Außerdem haben die Dolbeault-Operatoren ähnliche Eigenschaften wie die Wirtinger-Ableitungen. Insbesondere gilt auch, dass {\displaystyle f} genau dann holomorph ist, wenn {\displaystyle {\overline {\partial }}f=0} gilt und die reelle Ableitung wird durch 
{\displaystyle {\mathrm {d} }f={\overline {\partial }}f+\partial f}
dargestellt. Im holomorphen Fall gilt {\displaystyle \textstyle \mathrm {d} f=\partial f}, da ja {\displaystyle {\overline {\partial }}f=0} gilt.

## Dolbeault-Operatoren auf Mannigfaltigkeiten
Der Dolbeault-Operator und der Dolbeault-Quer-Operator lassen sich auch auf komplexen Mannigfaltigkeiten definieren, jedoch muss dafür erst der Kalkül der komplexen Differentialformen definiert werden. Mit Hilfe des Dolbeault-Quer-Operators kann man analog wie im vorigen Abschnitt holomorphe Differentialformen definieren. Eine der wichtigsten Anwendungen dieser Operatoren ist in der Hodge-Theorie insbesondere in der Dolbeault-Kohomologie, welche das komplexe Analogon zur De-Rham-Kohomologie ist, zu finden.